# 馬克·克拉克
馬克·韋恩·克拉克（英語：Mark Wayne Clark，1896年5月1日—1984年4月17日）美國陸軍四星上將，第二次世界大戰期間，曾任美國第5軍團和第15集團軍群司令，韓戰後期的联合国军指揮官。

## 早年生活
馬克·克拉克於1896年5月1日出生在紐約沙克次港的麥迪遜軍營，父親查理斯·克拉克（Charles C. Clark）也是美國陸軍軍官，最後以上校官階退伍。克拉克於1917年從美國西點軍校畢業，全班139人中排名第111。當克拉克剛進西點軍校時，他的指導學長正是德懷特·艾森豪。克拉克畢業後即前往法國，加入美國第5步兵師，在孚日山脈的戰役中負傷。在聖米耶勒與默茲-阿戈訥攻勢中，克拉克上尉則在美國第1軍團司令部的補給組服務，休戰後則在美國第3軍團服役。
克拉克於1919年返國，先任職於陸軍部助理部長辦公室，1925年進入步兵學校受訓，1929年至1933年擔任印地安納州國民兵部隊的教官，1935年進入陸軍指參學校受訓，結訓後擔任過一年的內布拉斯加州公共資源保護隊的副指揮官。1937年進入陸軍戰爭學院受訓，並成為著名的兩棲作戰專家。

## 第二次世界大戰

### 火炬行動
1939年在美國西海岸的兩棲登陸演習中，克拉克少校的表現獲得了當時美國陸軍參謀長喬治·馬歇爾的賞識。之後，克拉克的升遷速度就很快了，1940年升中校，任戰爭學院教官，1941年8月被馬歇爾調到陸軍總部任主管作戰的助理參謀長，跳升准將。1942年初，他先後擔任美國地面部隊副參謀長、參謀長，8月升少將，任第2軍軍長，與美國駐英國的地面部隊指揮官。到了11月，他已成為中將並被任命為火炬行動的聯軍副總司令（總司令為艾森豪將軍）。他升任中將時年僅46歲，為美國有史以來最年輕的中將 。
但是他的第一個任務不是軍事行動，而是政治與外交的作為。由於火炬行動中，美、英兩國部隊將登陸法屬北非，為減少維琪法國部隊的抵抗，甚至號召這些部隊加入同盟，於是在美國駐北非首席代表墨非（Robert Murphy）與法國阿爾及耳地區指揮官馬斯特（Charles-Emmanuel Mast）少將的要求下，克拉克將軍帶領四位隨員，搭乘一艘英國潛艇至北非與馬斯特會面，並敲定由吉勞德將軍為合作對象。不過由於美國人對法國合作者過份保密，於是在11月8日進行登陸行動時，受到奇襲的反而是法國的合作者，結果是一片混亂，並讓所有的登陸行動都受到維琪部隊的抵抗。於是法國北非總司令阿爾方斯·朱安將軍建議聯軍應尋求達爾朗海軍上將的協助，後者是法國三軍統帥貝當元帥的指定接班人，此時正在阿尔及尔。
達爾朗原則上同意協助聯軍，並下令阿爾及耳地區的部隊停止作戰，同時授權朱安安排其它地區的停火。於是克拉克在9日又趕往阿爾及耳與達爾朗、朱安、與吉勞德等人會談。會中克拉克強迫達爾朗應立即以法國三軍統帥的身份下令全面停火。會談的氣氛很火爆，但最後達爾朗還是接受克拉克的最後通牒，發出了停火命令。這個命令讓德國於10日午夜進入法國南部，並迫使維琪政府讓德、義部隊占領突尼西亞。11日到13日，克拉克不斷壓迫達爾朗接受盟軍的諸多要求，最後於13日下午達成最後協議，剛剛抵達阿爾及耳的艾森豪隨即批准，於是法國北非部隊跟同盟國的合作立即生效。之後克拉克與達爾朗協商出一個具體的細節，讓突尼西亞以外的法屬北非都與同盟國合作，否則法國駐北非的部隊達12萬人，若他們決心抵抗，就會對聯軍的行動造成極大的阻礙 。

### 第5軍團司令

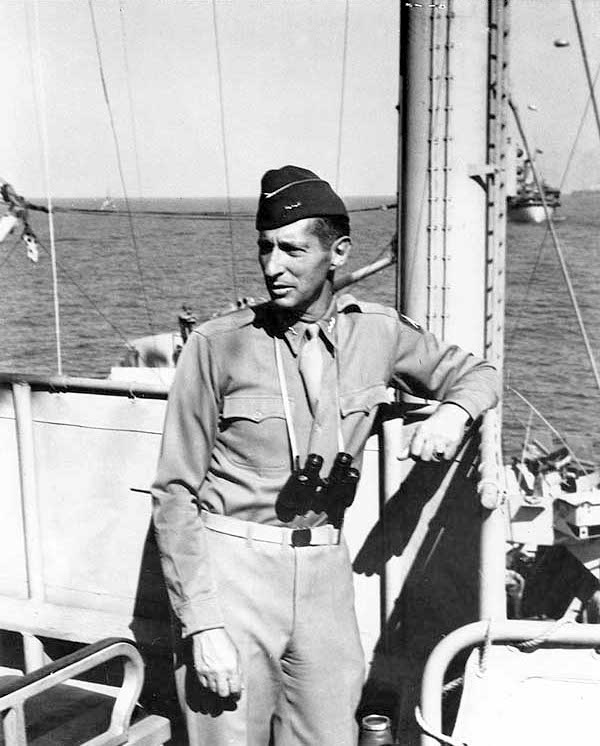
克拉克中將攝於兩棲艦隊指揮艦安肯號（USS Ancon，AGC-4），時間為1943年9月12日

1943年，克拉克出任新成立的第5軍團司令，該軍團轄英國第10軍與美國第6軍。該軍團的第一個任務為義大利薩萊諾灣的登陸行動，代字「雪崩」。雖然目的地是最高機密，但一方面美國人的保密工作做得很差，另一方面德國人早就猜到登陸地點，甚至於希特勒在8月18日親令德國魏亭果夫將軍的第十軍團必需在那不勒斯（雪崩行動的主要目標）與薩萊諾之間佈署機動戰鬥群，並將軍團中的非機動單位都送進該地。於是當第5軍團在9月9日準備登陸前，德國部隊已經嚴加戒備，尤其當時克拉克還希望能獲得戰術奇襲的機會，因此禁止海軍進行登陸前的砲擊；而且登陸部隊在船上已經知道義大利於8日與聯軍簽署休戰協議，因此都認為這將是一次輕鬆的登陸。結果登陸艇還沒接近灘頭就受到德軍的火力的猛烈反擊。
在登陸地區的德國部隊主要是第16裝甲師，克拉克在其自傳中說當地有600輛德軍戰車，但事實上只有80輛四號戰車與48輛自走砲。另外戈林傘兵師與第15裝甲步兵師的殘部也在當地。雖然德國的兵力比起英美聯軍的五萬多人少很多（雖有三個師的番號，但實際兵力還不到兩個師），但仍然造成聯軍的嚴重損失。到第一天結束時聯軍雖然占領了4個不連續又狹窄的灘頭，但隨時都有被趕下海的危機。10日到14日，德軍對灘頭展開猛攻，第29裝甲步兵師也從義大利南部趕到，該師與第16裝甲師在13日事實上已切斷英、美兩軍。英軍被困在薩萊諾附近，而美軍也被趕回灘頭，克拉克已經要求海軍準備將第5軍團司令部接回海上。於是艾森豪與第15集團軍司令哈羅德·亞歷山大將軍立即增加薩萊諾地區的海、空支援，並將第82空降師交給克拉克指揮，才勉強守住灘頭。
雖然魏亭果夫在16日集中了4個師與100多輛戰車，並對英軍再做一次攻擊，但由於聯軍強大的海空聯合火力，使得聯軍得以擊退德軍，加上英國第8軍團已與第5軍團建立陸上的聯繫，於是德國南戰場總司令阿爾貝特·凱塞林元帥才下令部隊往北撤退。薩萊諾登陸對聯軍幾乎是一場災難，僅憑著聯軍強大的海空軍資源才得以倖免。德軍北撤之後，第5軍團於10月2日占領那不勒斯，那原是希望在9月13日就該攻占的主要目標，其代價為近12,000人的損失。接著第5軍團沿著西海岸往羅馬推進，由於德軍採舉遲滯防禦作戰並將橋樑摧毀，而且雨季提早來臨與德國援軍的到來，使得第5軍團的進展非常緩慢。到1944年1月中旬，第5軍團連凱賽林所設定的古斯塔夫防線的前緣都還沒到達，四個月中只進展了70哩，離羅馬還有80哩，戰鬥損失卻近40,000人，而美軍的病患損失則達50,000人。
媒體用「寸進」來形容1943年時的義大利戰場，李德哈特則用「蠶食」來批評聯軍的行動，他認為聯軍浪費太多時間在整頓、準備、與鞏固。此外，邱吉爾也批評聯軍不知利用兩棲作戰來迂迴德軍側面。於是第15集團軍司令部遂規劃一次在古斯塔夫防線後的兩棲作戰，主要是利用第5軍團對德軍防線進行正面攻擊，然後由美國第6軍在安濟奧登陸，代字「鵝卵石」。第5軍團的攻擊從1944年1月17至18日夜間發動，但因損失慘重，遂於20日自動停止。22日第6軍在安濟奧登陸，雖然當地只有德軍兩個營，從安濟奧到羅馬也根本沒有德軍，但第6軍在灘頭卻足足等了8天才試圖前進，結果這八天裡凱賽林已抽調了八個師送到灘頭，把美軍封鎖住。結果第5軍團不特不能獲得迂迴的幫助，反而被迫不斷發動正面攻擊以援救登陸部隊。雙方戰至2月10日才停止，第5軍團無法突破古斯塔夫防線，德軍也無法把美軍趕下海，遂成僵持之勢。

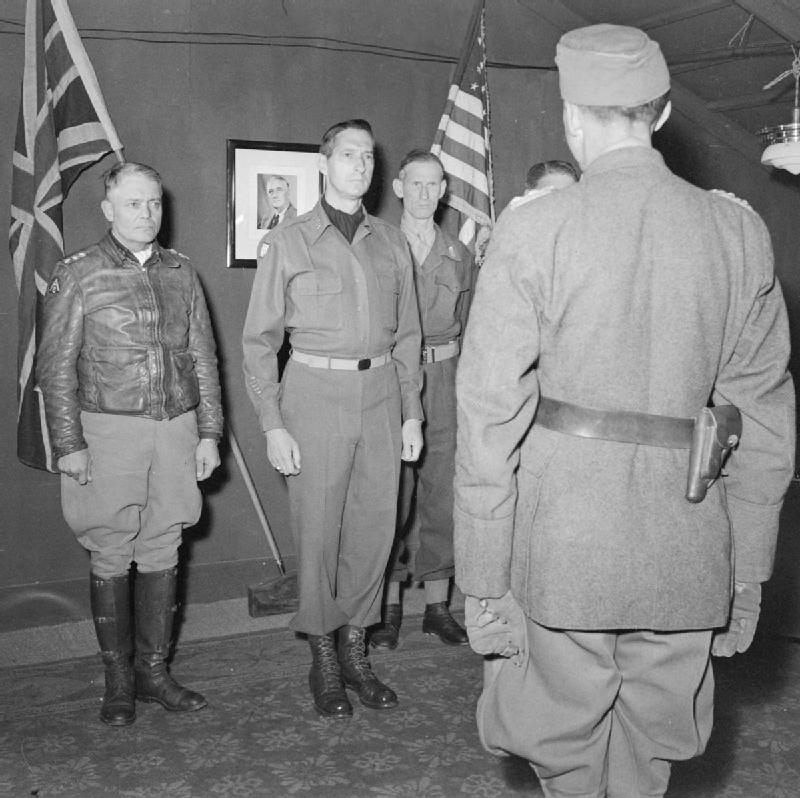
德國第14裝甲軍總司令馮·辛格爾·艾特林中將在第15集團軍總部與克拉克和下屬會晤，接受德軍在意大利無條件投降的指示。

由於大君主行動已經決定在1944年5月到6月間發動，於是亞歷山大於2月下旬建議在大君主行動發動之前，在義大利發動另一次大規模攻擊。經美、英參謀首長同意後，作戰於1944年5月11日發動，一直到5月30日始突破德軍防線，並於6月4日占領羅馬。2天之後，聯軍在諾曼地登陸，義大利戰役於是退居幕後。由於支援南法的作戰（代字「龍」），第5軍團在7月又被抽調兩個軍，於是之後除了第8軍團曾嘗試在東岸攻擊外，聯軍與德軍在義大利保持一種對峙的狀態。1944年12月，克拉克接替亞歷山大擔任第15集團軍司令，1945年3月10日晉升為上將。聯軍在義大利的最後戰役是4月9日發動的對波隆納的攻擊，並使聯軍進入波河谷地。4月29日德國南戰場總司令部與聯軍地中海戰區總部簽署休戰協定，於是義大利地區在5月2日即已停戰 。

## 国会调查
1946年1月20 日，美国陆军第36步兵师退伍军人协会宣布一致要求国会对克拉克在1944年1月20日夜间率领第36步兵师灾难性地渡过加里河（被错误地当做拉皮多河）期间的行为进行调查。请愿书内容如下：
决议：第36师协会的士兵们向美国国会请愿，要求调查拉皮多河惨败事件，并采取必要措施纠正军事制度，以防止让马克·W·克拉克将军这样没有效率、没有经验的军官掌握最高指挥权，从而毁掉这个国家的年轻人，防止未来的士兵被无谓地、毫无意义地牺牲。
众议院通过了两项决议，其中一项声称该事件是“第二次世界大战中最严重的失误之一……一个致命的错误”，“参与这项事业的每个人都知道……注定要失败。” 
克拉克最终被宣告无罪。但他既没有出庭作证，也从未公开对“拉皮多河灾难”事件作出任何回应或表态。

## 韓戰

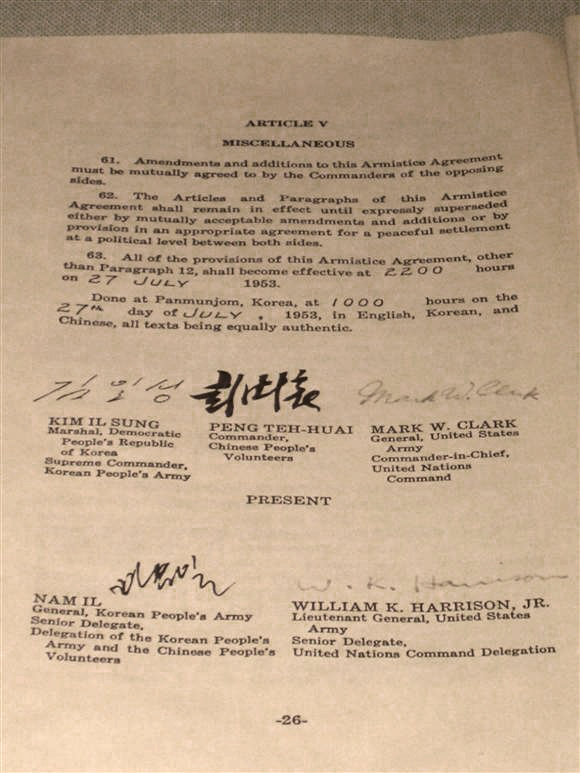
克拉克在《朝鮮停戰協定》上的簽字。

當歐戰結束後，克拉克任美國駐奧地利的高級專員，並為美、英、蘇、法等四國占領軍的代表。1947年任美國國務卿的代表，與英、蘇兩國的外長會議協商對奧條約。1947年6月返美，先任司令部設於舊金山的第6軍團司令，兩年後出任美國地面部隊司令。1952年4月，克拉克任美國遠東地區總司令，並在5月接任聯合國部隊指揮官。1953年7月27日，克拉克將軍代表聯合國部隊，與朝鲜陸軍和中國人民志愿軍，在板門店簽署停戰協定。

## 退休
克拉克於1953年10月31日退休，接任查爾斯頓的要塞軍校校長，並曾接受前總統赫伯特·胡佛的委託，進行對中央情報局以及美國政府其它情報機構的研究工作。他在要塞軍校任職12年，直到1965年才退休。
克拉克在1924年與莫琳·多蘭（Maurine Doran）結婚，育有一子一女，兒子威廉·克拉克（William D. Clark）也是美國陸軍軍官，退伍前军衔为少校。克拉克夫人於1966年10月過世後，於1967年與瑪麗·艾波蓋特（Mary M. Applegate）夫人結婚。克拉克於1984年4月17日病逝於查爾斯頓，並葬於要塞軍校的校園。

## 著作
- 克拉克回忆录《从多瑙河到鸭绿江》1954年 华文出版社

## 註解
1. ↑  他的紀錄稍後由陸軍航空隊的勞里斯·諾斯塔德（Lauris Norstad）所打破，諾斯塔德在40歲時升任中將，參見Mark W. Clark Collection （页面存档备份，存于）
2. ↑  以上引述自鈕先鍾的《第二次大戰》與李德哈特的《第二次世界大戰戰史》
3. ↑  General Mark W. Clark. . Enigma Books. 2007. ISBN 978-0313291197.（英文）
4. ↑  以上主要引述自李德哈特的《第二次世界大戰戰史》
5. ↑  The Tuscaloosa News, January 20, 1946, Texas Troops Ask Inquiry （页面存档备份，存于）
6. 1 2  . （原始内容存档于2015-01-22）.

## 外部連結
- Mark W. Clark Collection （页面存档备份，存于）－The Citadel Archives & Museum
- Mark Wayne Clark （页面存档备份，存于）
- General Mark W. Clark, USA

| 军职                    | 军职                                         | 军职                              |
| ----------------------- | -------------------------------------------- | --------------------------------- |
| 前任： —                | 美国第五集团军司令 1943年-1944年             | 繼任： 卢西恩·特拉斯科特          |
| 前任： 乔治·普林斯·黑斯 | 美国第六集团军司令 1947年-1949年             | 繼任： 阿尔伯特·魏德迈            |
| 前任： 乔治·巴顿        | 美国第七集团军司令 1944年1月1日-1944年3月2日 | 繼任： 亚历山大·帕奇              |
| 前任： 马修·李奇微      | 駐日盟軍總司令 1952年4月28日-1953年7月27日   | 繼任： 無（日本恢復主權國家地位） |
| 前任： 马修·李奇微      | 琉球列岛美国民政府民政长官 1953年            | 繼任： 約翰·赫爾                  |